# Consigliere
Consigliere je poradce, zvláště pak poradce šéfa mafie. Říká se, že ve skutečné mafii je consigliere třetím nejmocnějším mužem. Může být také druhým nejmocnějším, hned za bossem.
Slovo „consigliere“ pochází z italského slova pro radu.

## Funkce
Consigliere zastává funkci právního poradce, je mezičlánkem mezi donem a Caporegimy, ale zároveň je donovým „nejlepším přítelem“ – při dalekých cestách by měl být řidičem donova vozu, při poradách by mu měl pomáhat, připalovat doutníky, apod. Toto by měl činit uctivě, ne však podlézavě. Podle tradice musí být consigliere Sicilián, protože jen Sicilián prý má dostatečný stupeň mazanosti. Zároveň Sicilián má vztah k omertě.

## Mezičlánek
Consigliere působí jako jeden z mezičlánků mezi donem a caporegimy. Tedy když chce don vydat rozkaz, vydá jej consiglierovi či příslušnému caporegimovi. Caporegimo instruuje dalšího předáka, který poté předá rozkaz určené osobě. Tímto je zaručeno, že v případě zásahu policie je vrchol pyramidy nedopátratelný. V tomto případě by zrádcem musel být consigliere či caporegimo.